# Cyclopinopsis brasiliensis
Cyclopinopsis brasiliensis is een eenoogkreeftjessoort uit de familie van de Cyclopinidae. De wetenschappelijke naam van de soort is voor het eerst geldig gepubliceerd in 1955 door Herbst.